# Pierre Mamboundou
Pierre Mamboundou (* 6. November 1946 in Mouila; † 15. Oktober 2011 in Mindoube, Gabun) war ein Politiker des zentralafrikanischen Staates Gabun. Er war zweimaliger Kandidat bei den Präsidentschaftswahlen von Gabun.

## Politische Laufbahn
Mamboundou stammte aus Mouila in der Provinz Ngounié im Süden des Landes. Er studierte in Perpignan und Toulouse, wo er mit einem Ingenieurdiplom in Telekommunikation abschloss. 1978 kehrte er nach Gabun zurück und arbeitete für die staatliche Telefongesellschaft. 1989 gründete er die Oppositionspartei Union du Peuple Gabonais (UPG), die zunächst in der Illegalität agierte. Eine Zeit lang musste er im Exil in Frankreich leben. 1990 verlegte Mamboundou die Zentrale der UPG von Paris nach Dakar. Die Partei wurde 1991 offiziell zugelassen, als weitere Parteien neben der bisherigen Einheitspartei Parti Démocratique Gabonais (PDG) des seit 1967 regierenden Präsidenten Omar Bongo erlaubt wurden. Er war Präsident der UPG und am 1. November 1993 kehrte er selbst nach Gabun zurück.
Er kandidierte zweimal für das Amt des Präsidenten. Am 12. Dezember 1998 erhielt er 16,5 % der Stimmen und belegte den zweiten Platz. Ein ähnliches Ergebnis erzielte er am 27. November 2005, als er mit 13,61 % wieder an zweiter Stelle lag. Angesichts der starken Medienpräsenz des Präsidenten wurden seine Aussichten wie die der Opposition allgemein bereits vor der Wahl als gering eingeschätzt.
Er starb 2011 an einem Herzinfarkt.

## Belege
1. 1 2 3  net tribune: Gabuns Oppositionsführer Mamboundou gestorben (Seite nicht mehr abrufbar, festgestellt im Mai 2019. Suche in Webarchiven)  Info: Der Link wurde automatisch als defekt markiert. Bitte prüfe den Link gemäß Anleitung und entferne dann diesen Hinweis., vom 17. Oktober 2011.
2. ↑  Wahlergebnisse bei African Elections Database (englisch)
3. ↑  Die BBC über die Wahlen 2005, 30. November 2005 (englisch)

| Personendaten    | Personendaten         |
| ---------------- | --------------------- |
| NAME             | Mamboundou, Pierre    |
| KURZBESCHREIBUNG | gabunischer Politiker |
| GEBURTSDATUM     | 6. November 1946      |
| GEBURTSORT       | Mouila                |
| STERBEDATUM      | 15. Oktober 2011      |
| STERBEORT        | Mindoube              |